# American Poet (album)
American Poet je živé album amerického kytaristy a zpěváka Lou Reeda, dřívějšího člena skupiny The Velvet Underground, nahrané v roce 1972 a vydané v roce 2001.

## Seznam skladeb
Všechny skladby napsal Lou Reed.
| American Poet | American Poet           | American Poet |
| Pořadí        | Název                   | Délka         |
| ------------- | ----------------------- | ------------- |
| 1.            | White Light/White Heat  | 4:04          |
| 2.            | Vicious                 | 3:06          |
| 3.            | I'm Waiting for the Man | 7:14          |
| 4.            | Walk It Talk It         | 4:04          |
| 5.            | Sweet Jane              | 4:38          |
| 6.            | Interview               | 5:01          |
| 7.            | Heroin                  | 8:34          |
| 8.            | Satellite of Love       | 3:28          |
| 9.            | Walk on the Wild Side   | 5:55          |
| 10.           | I’m So Free             | 3:52          |
| 11.           | Berlin                  | 6:00          |
| 12.           | Rock & Roll             | 5:13          |